# Heliobletus contaminatus
Heliobletus contaminatus е вид птица от семейство Furnariidae, единствен представител на род Heliobletus.

## Разпространение
Видът е разпространен в Аржентина, Бразилия и Парагвай.